# Иулиан Аназарвский

Иулиа́н Аназа́врский, или Тарси́йский (ум. между 305 и 311) — христианский мученик. День памяти отмечается западными церквями 16 марта, восточными — 21 июня.

## Житие
В соответствии с сохранившимися данными мученичества, Иулиан родился в Аназарве (Киликия) в семье язычника сенатора. После смерти мужа мать Иулиана христианка Асклипиодора переехала с сыном в Тарс. Здесь Иулиан был воспитан в христианской вере. При императоре Галерии Максимиане отказался принести жертву языческим богам и за это его в течение года водили по городам Киликии, где Иулиана избивали. «Мучители употребляли в действие огонь, железо, пытки; употребляли истязания, мучения, бичевания; совершенно истерзали ребра его». Мать следовала за сыном и укрепляла его в вере, за что ей отрубили ступни. От полученных ран она скончалась. Иулиан же был зашит в мешок с песком, змеями и скорпионами, и утоплен в море. Вынесенное в районе местечка Вафей (рядом с Антиохией Сирийской) тело было найдено благочестивой вдовой из Александрии. Мощи Иулиана были перенесены в Антиохию в храм в честь этого святого. Мощи его при святителе Иоанне Златоусте прославились чудесами.

## Память и почитание

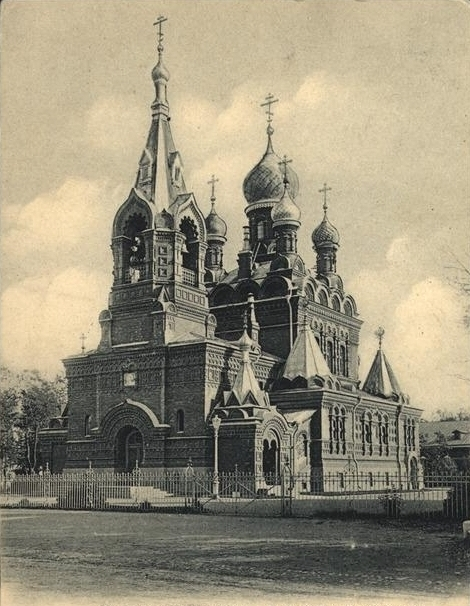
Церковь святого Иулиана в Царском Селе. Фото 1910-х гг.

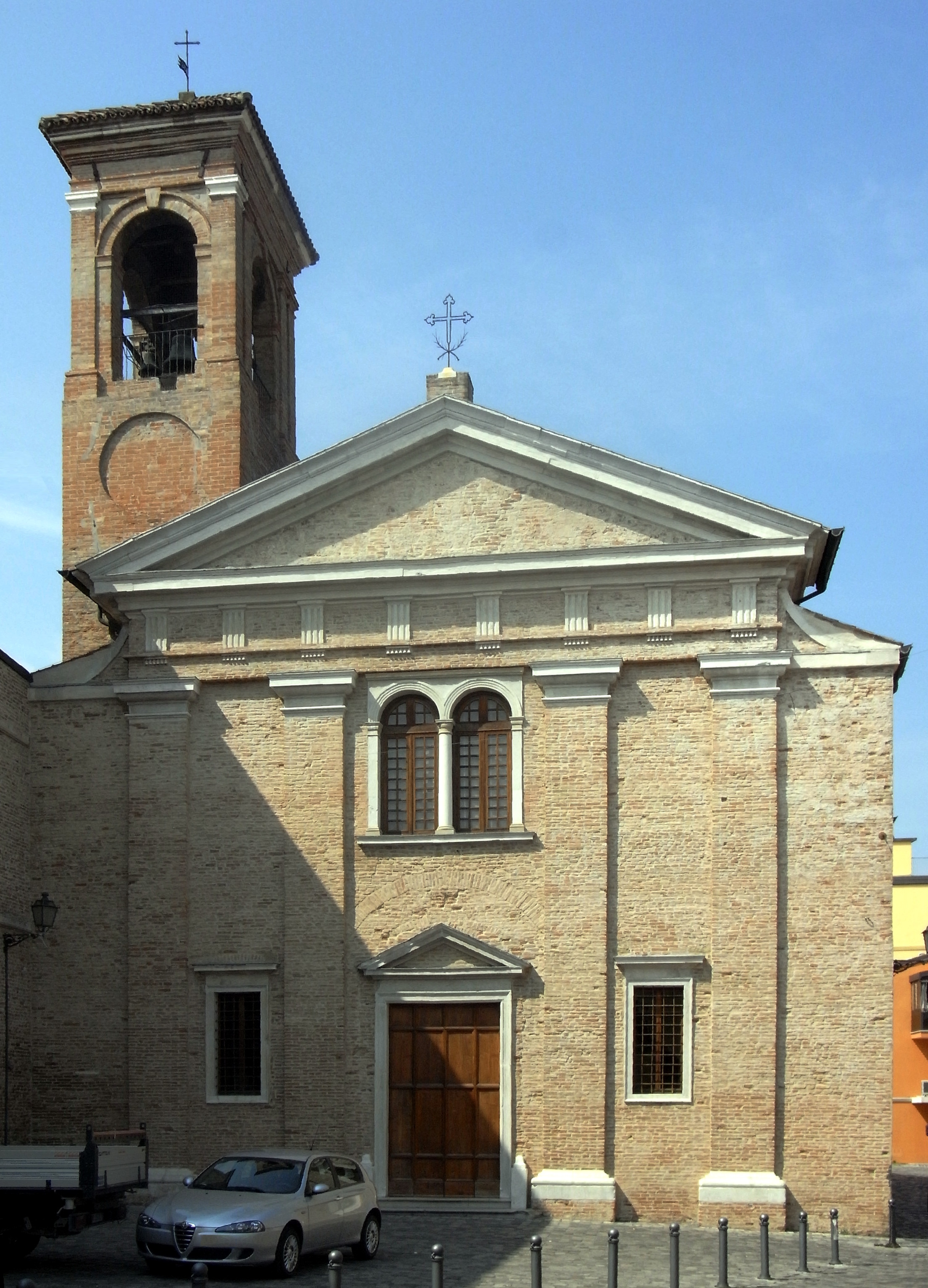
Церковь святого Иулиана в Римини

Святитель Иоанн Златоуст упоминает о мученике в 47-й беседе (Похвальное слово). Святой Иулиан Тарсийский особо почитается в Римини, где находится храм Сан-Джулиано-Мартире. По мнению католиков, под алтарем церкви находятся мощи святого Иулиана, принесённые в саркофаге с Далмации. В Царском Селе для Лейб-кирасирского Его Величества полка в 1899 году была построена церковь святого Иулиана — единственный известный существующий православный храм в честь этого святого.